# Borów (okres Svídnice)
Borów je vesnice na jihu Polska v Dolnoslezském vojvodství. Je součástí vesnické gminy Dobromierz v okrese Svídnice. Nachází se severozápadně od města Strzegom a jižně od Jaworu. Zastavěná část vsi se nachází při dvou silnicích, na severu, východě a jihu se nacházejí žulové lomy. Na jihu teče potok Parowa.

## Galerie

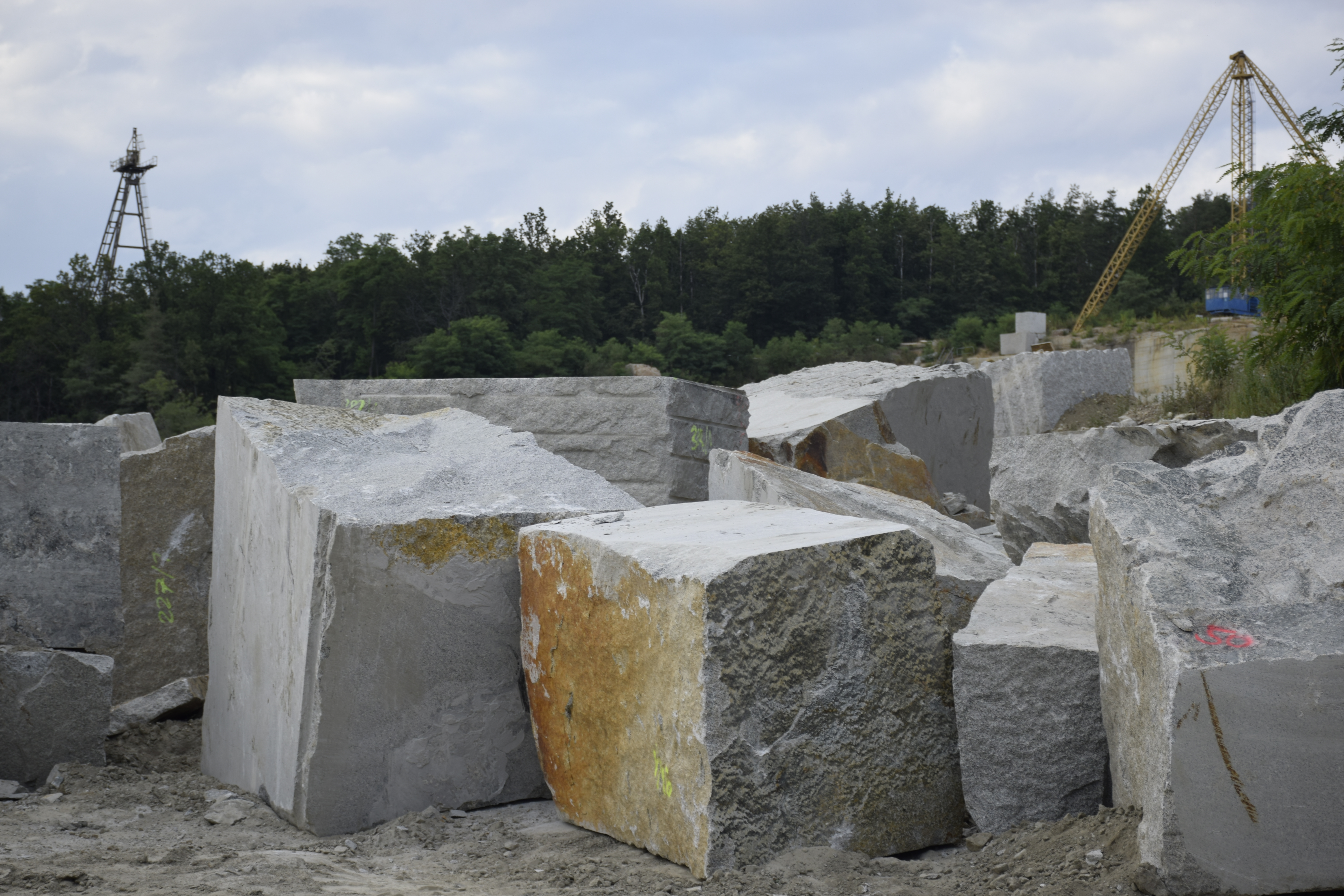
Bloky žuly v lomu
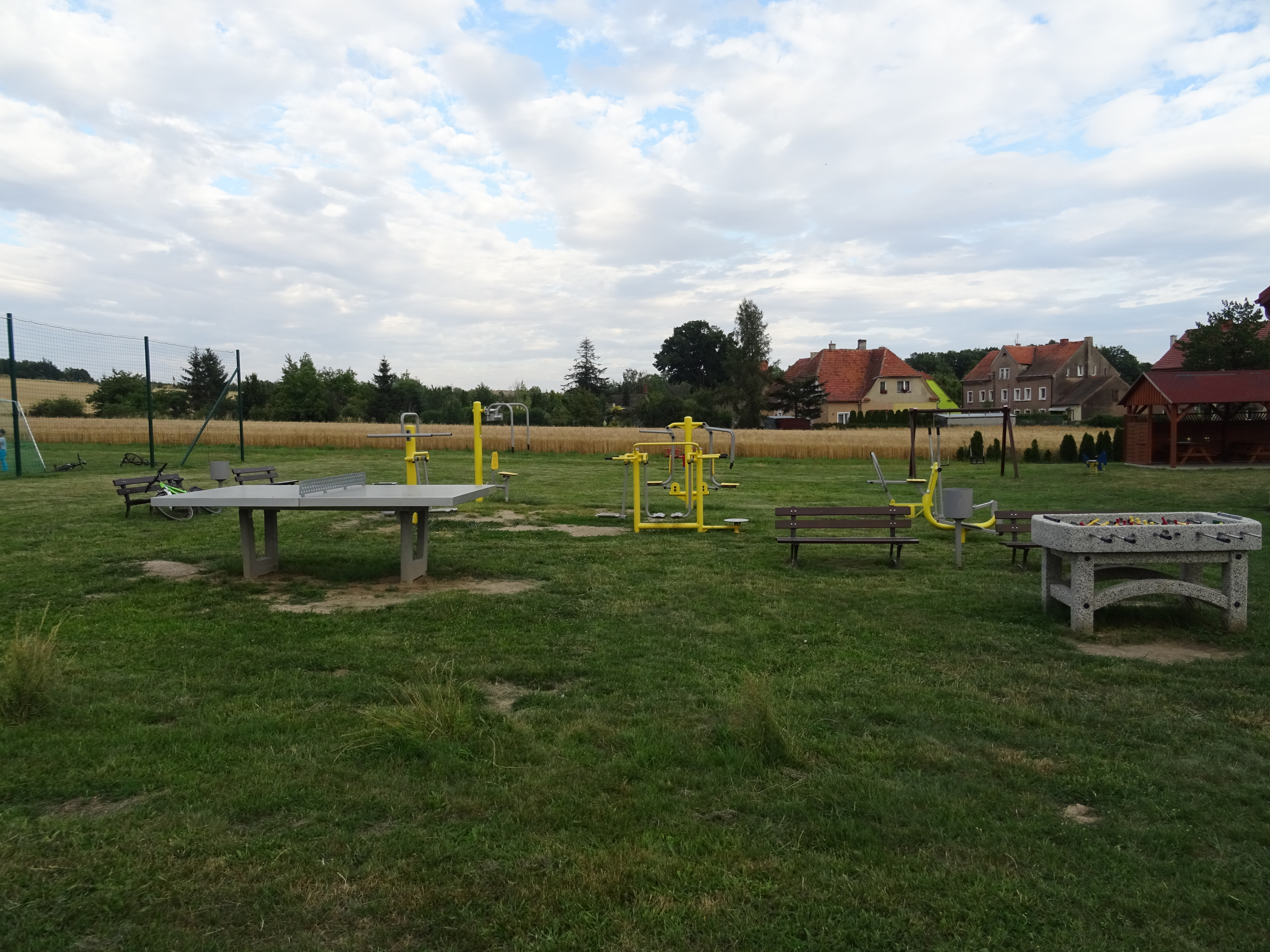
Hřiště pro seniory
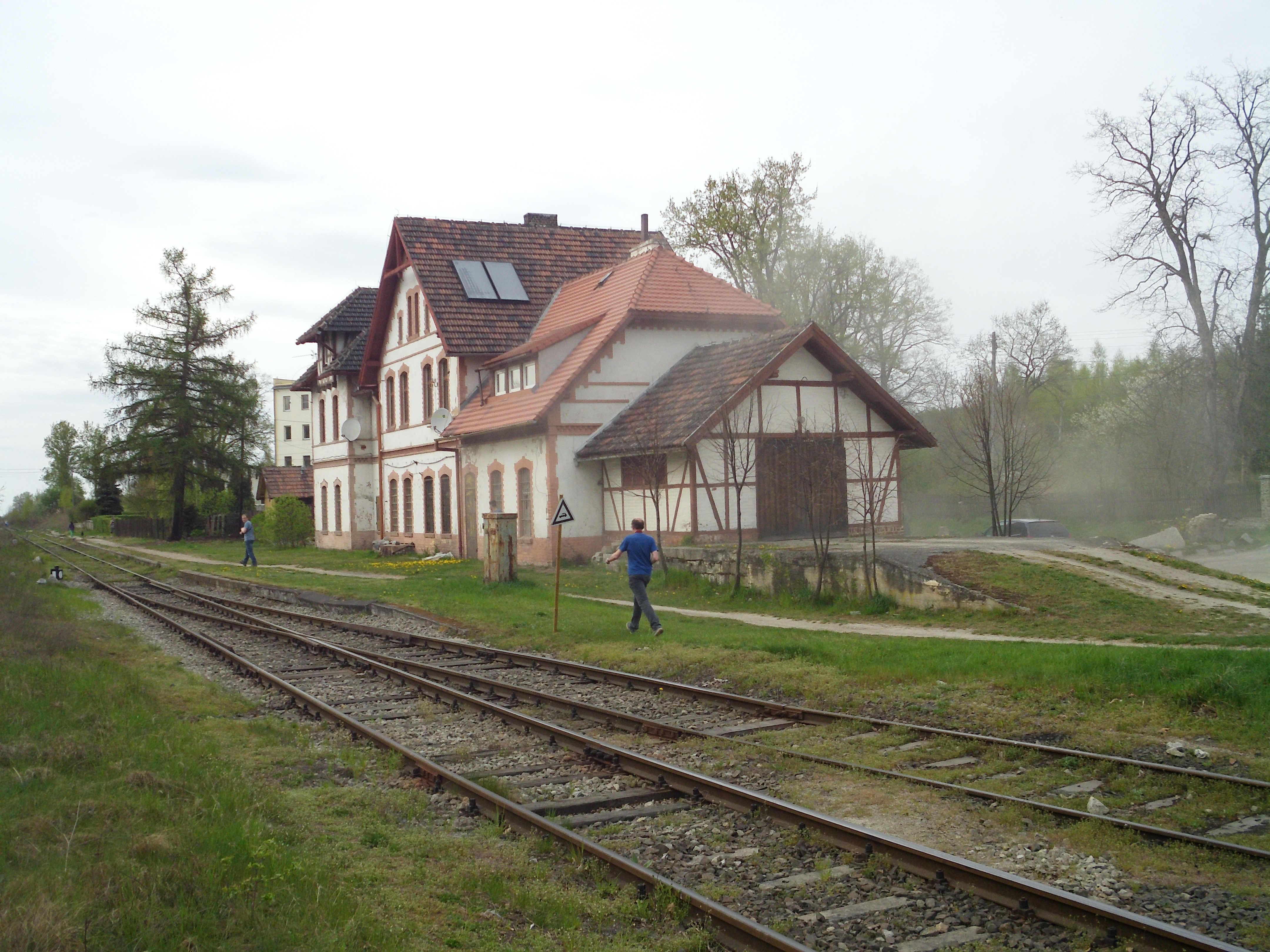
Vlaková stanice
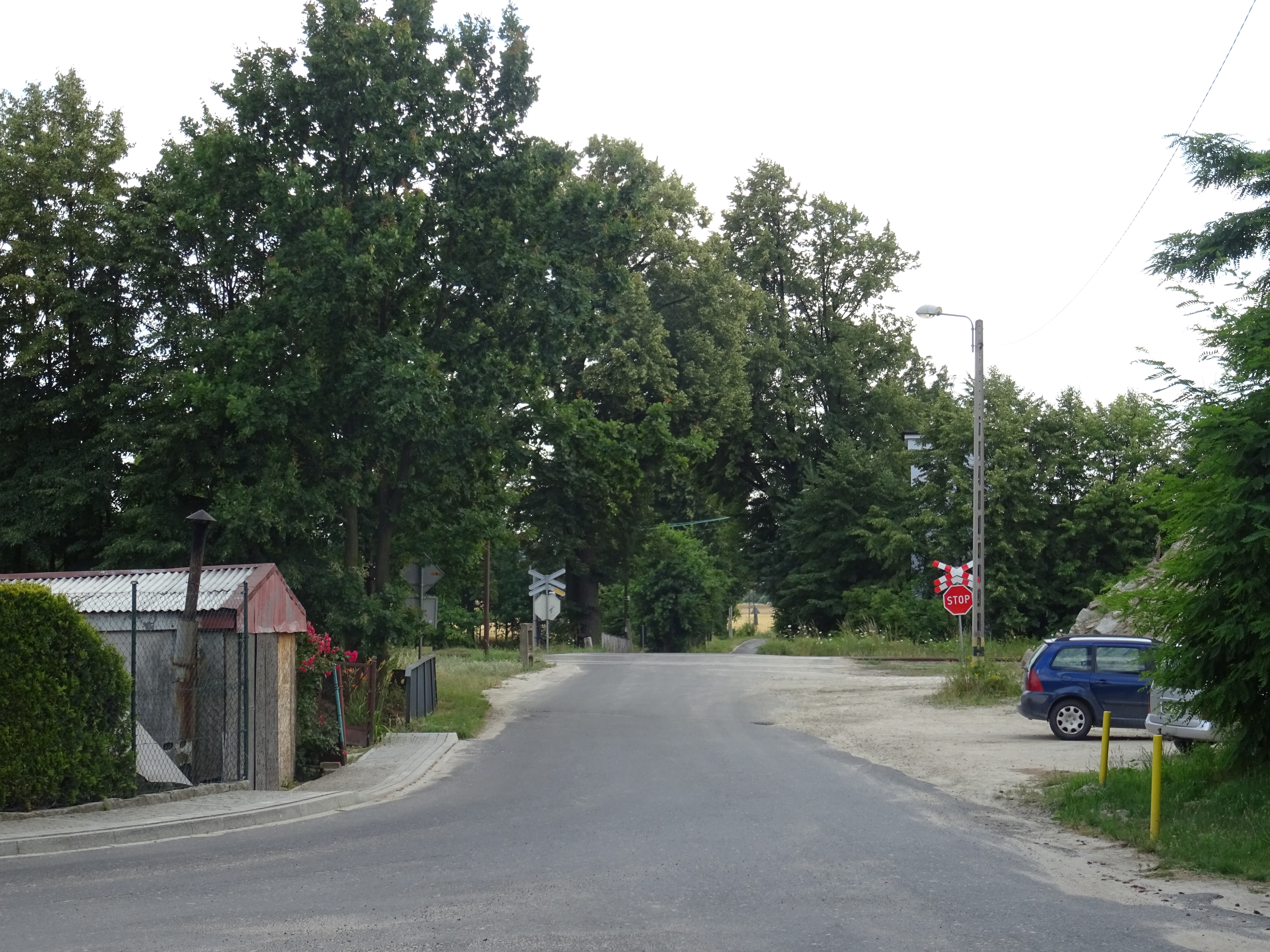
Železniční přejezd